# ۲۳اندمی
۲۳اندمی (انگلیسی: 23andMe) شرکت تجهیزات پزشکی آمریکایی است، که در سال ۲۰۰۶ تأسیس شد.